# Echinaster cylindricus
Echinaster cylindricus är en sjöstjärneart som beskrevs av Meissner 1892. Echinaster cylindricus ingår i släktet Echinaster och familjen krullsjöstjärnor.
Artens utbredningsområde är Peru. Inga underarter finns listade i Catalogue of Life.